# 王能 (建文進士)
王能（1373年—？），字克用，直隸鳳陽府鳳陽縣人，民籍，明朝政治人物。進士出身。

## 生平
府學生，應天府鄉試第五名。建文二年（1400年）庚辰科會試第五名，殿試登進士三甲。

## 家族
曾祖父王理、祖父王端，父亲王士廉。